# Martina Cariddi
Martina Basanta Cariddi (Madrid, 30 maggio 2001) è un'attrice spagnola, nota per il suo ruolo di Mencía Blanco nella serie televisiva spagnola Élite distribuita da Netflix.

## Biografia
Nata a Madrid da padre spagnolo e madre italiana, ha iniziato a studiare recitazione nel 2010, presso la Scuola Municipale d'Arte Drammatica di Madrid, con un corso di teatro. Successivamente, si è iscritta al Centro de Nuevos Creadores Cristina Rota, dove ha seguito corsi di recitazione di base, e allo Studio Juan Codina, frequentando un corso di arte drammatica. Nel 2017 fa la sua prima incursione nel mondo del cinema, nel film Il guardiano invisibile, diretto da Fernando González Molina.
Nel 2018 è apparsa in un episodio della stagione 19° di Cuéntame cómo pasó, interpretando Laura. Un anno dopo, ha avuto un piccolo ruolo nel lungometraggio Lettera a Franco di Alejandro Amenábar. Nel 2021 ha recitato nel cortometraggio di Luis Grajera Muere padre muere.
Nel 2020 viene annunciata la sua incorporazione al cast della quarta, e successivamente nel 2021 per la quinta stagione della serie Netflix Élite, dove interpreta Mencía Blanco.

## Filmografia

### Cinema
- Il guardiano invisibile, regia di Fernando González Molina (2017)
- Lettera a Franco, regia di Alejandro Amenábar (2019)
- Muere padre muere, regia di Luis Grajera (2021)

### Televisione
- Cuéntame cómo pasó – serie TV, ep.19x11 (2018)
- Élite – serie TV, 24 episodi (2021- 2022)
- Élite - Storie brevi (Élite: historias breves) – miniserie TV, 3 episodi (2021)

## Doppiatrici italiane
Nelle versioni in italiano dei suoi lavori, Martina Cariddi è stata doppiata da:
- Emanuela Ionica in Élite, Élite - Storie brevi
- Marta Rapperini Tesoro in Lettera a Franco